# Paravachonium bolivari
Espèce
Paravachonium bolivari est une espèce de pseudoscorpions de la famille des Bochicidae.

## Distribution
Cette espèce est endémique du Tamaulipas au Mexique. Elle se rencontre à El Mante dans les grottes Grutas de Quintero.

## Description
Le mâle holotype mesure 3,5 mm.

## Étymologie
Cette espèce est nommée en l'honneur de Cándido Luis Bolívar y Pieltáin.

## Publication originale
- Beier, 1956 : Neue Troglobionte Pseudoscorpione aus Mexico. Ciencia, México, vol. 16, no 4/6, p. 81-85 (texte intégral).